# 声優ケンユウ倶楽部
声優ケンユウ倶楽部（せいゆうけんゆうくらぶ）は、2017年12月からテレビ東京公式アニメサイト「あにてれ」で配信されている動画オリジナルコンテンツ。
レジェンド声優 堀内賢雄が、愛弟子寺島惇太と共に豪華なゲストを迎え、子供のころ友達と秘密基地で語り合ったように、はしゃぎ、時にはクールに赤裸々なトークを繰り広げる声優トークバラエティ番組。

## 概要
毎月1人のゲストを招き、それを4本に分割して配信していく。1本の放送時間はおよそ15分で、1人トータルは60分程度。
声優業界で長いキャリアを持つ堀内賢雄の豊富な交友関係と人脈の恩恵で、通常の声優バラエティ番組にはなかなか出演しない豪華なゲストが登場するのが特長である。

## 番組構成
基本的に寺島が番組を進行しながらゲストに質問していき、堀内がそれについてコメントをはさむ、というかたち。
ゲストの子供時代の話から、声優になるきっかけ、デビュー当時の苦労、代表作のエピソード、趣味、今後の夢など、さまざまなトークが繰り広げられる。
声優業界の裏話や、アフレコ現場での昔からの決まり事、特殊な技術（遊佐浩二#3でのガヤなど）が聞けるのも、この番組ならでは。
ゲスト出演の初回（1本目）と最終回（4本目）では、MC二人だけオープニング＆エンディングトークが入り、番組終了後（4本目の終わり）にアンコールとして、二人による即興コントが毎回行われている。
各回の最後に付く次回予告では、様々な声優の仕事がパロディにされている。

## 配信期間
- 配信期間：2017年12月～現在
- 番組更新日：毎週火曜日正午

## 出演者（MC）
- 堀内賢雄
- 寺島惇太

## 過去に出演した、または現在予定されているゲスト
- #1～#4 浪川大輔（2017年12月26日～）
- #5～#8 豊永利行（2018年1月30日～）
- #9～#12 松風雅也（2018年2月27日～）
- #13～#16 土岐隼一（2018年3月27日～）
- #17～#20 鈴村健一（2018年4月24日～）
- #21～#24 遊佐浩二（2018年5月22日～）
- #25～#28 三木眞一郎（2018年6月19日～）
- #29～#32 江口拓也（2018年7月17日～）
- #33～#36 置鮎龍太郎（2018年8月14日～）
- #37～#40 福山潤（2018年9月11日～）
- #41～#44 佐藤拓也（2018年10月9日～）
- #45～#48 津田健次郎（2018年11月6日～）
- #49～#52 速水奨（2018年12月4日～）
- #53～#56 榎木淳弥（2019年1月8日～）
- #57～#60 杉田智和（2019年2月5日～）
- #61～#64 蒼井翔太（2019年3月5日～）
- #アニメジャパン出張版  八代拓（2019年3月24日～）
- #65～#68 畠中祐（2019年4月2日～）
- #69～#72 井上和彦（2019年4月30日～）
- #73～#76 羽多野渉（2019年6月4日～）
- #77～#80 安元洋貴（2019年7月2日～）
- #81～#84 木村昴（2019年8月6日～）
- #85～#88 山口勝平（2019年9月3日～）
- #89～#92 千葉翔也（2019年10月1日～）
- #93～#96 山谷祥生（2019年11月5日～）
- #97～#100 大塚芳忠（2019年12月3日～）
- 『声優ケンユウ倶楽部』100回突破記念特番 百回繚乱 ゆく年 くる年 前篇（2019年12月31日～）
- 『声優ケンユウ倶楽部』100回突破記念特番 百回繚乱 ゆく年 くる年 後篇（2020年1月7日～）
- #101～#104 寺島拓篤（2020年4月7日～）
- #105～#108 木村良平（2020年5月5日～）
- #109～#112 小西克幸（2020年6月2日～）
- #113～#116 中尾隆聖（2020年7月7日～）
- #117～#120 玄田哲章（2020年8月4日～）
- #121～#124 KENN（2020年9月1日～）
- #125～#128 仲村宗悟（2020年10月7日～）
- #129～#132 三上哲（2020年11月3日～）
- #133～#136 小野友樹（2020年12月1日～）
- #137～#140 鳥海浩輔（2021年1月5日～）
- #141～#144 堀江瞬（2021年2月2日～）
- #145～#148 田丸篤志（2021年3月2日～）
- #149〜#154 平川大輔（2021年4月6日〜）
- #155〜#160 中村悠一 (2021年5月4日〜)

## スタッフ
- 企画構成：渡邊純也
- カメラ：藤澤敏之、山本洋、山田肇、邉見奈津海
- 音声：池谷真一
- ヘアメイク：武井君江
- 編集：土田重之（Rays Studio）
- MA：イトルベ・セバスチャン（Rays Studio）
- 制作進行：高橋鷹佑、池嶋佳奈子
- キャスティング：西田絵里（ケンユウオフィス）
- 演出：伊藤一昭（ハイブリッヂコミュニケーション ）
- プロデューサー：細谷伸之（テレビ東京）、田口光夫（テレビ東京）、菅野将志（ハイブリッヂコミュニケーション）
- 制作：テレビ東京　あにてれ　ハイブリッヂコミュニケーション